# Strepsilejeunea obtusistipula
Strepsilejeunea obtusistipula là một loài Rêu trong họ Lejeuneaceae. Loài này được Steph. mô tả khoa học đầu tiên năm 1916.